# Micropilina arntzi
Micropilina arntzi is een Monoplacophorasoort uit de familie van de Neopilinidae. De wetenschappelijke naam van de soort is voor het eerst geldig gepubliceerd in 1992 door Warén & Hain.